# خواهران لیمو
خواهران لیمو (به انگلیسی: The Lemon Sisters) فیلمی محصول سال ۱۹۹۰ و به کارگردانی جویس چوپرا است. در این فیلم بازیگرانی همچون دایان کیتن، کارول کین، کاترین گرودی، الیوت گولد، روبن بلیدز، استل پارسونز، ریچارد لیبرتینی، آیدان کوئین و ناتان لین ایفای نقش کرده‌اند.